# 朱晴渝
朱晴渝（Chu Ching-yu，2000年11月16日—），藝名為RAINIE（韓語：레이니），是一名在韓國發展的臺灣女歌手，父親是一名演員，早年為童星，曾在台灣參加選秀節目、綜藝節目、廣告、電視劇，以及參演電影。曾為韓國女團bugAboo的成員，2021年10月25日正式出道
。2023年加入韓國A.O娛樂旗下的女團PRIMROSE。

## 演藝生涯

### 台灣演藝時期，韓國出道前
2010年，參加歌唱節目《超級童盟會》，綜藝節目《Power星期天》。
2013年，參加綜藝節目《小宇宙33號》，選秀節目《百萬大明星》、《EeLin ASIA COLLECTION BIG STAGE FASHION SHOW》。
2016年6月24日，在台灣上映的電影《萌學園：尋找磐古》，朱晴渝在電影中飾演丹丹。
2017年5月20日，參加FNC娛樂至莊敬高職舉辦的徵選會，遠赴韓國成為FNC娛樂練習生。
2019年12月31日，A team娛樂於官方IG、Twitter公布朱晴渝為旗下女練習生。

### 2021年至2022年：bugAboo
2021年10月25日，以團體bugAboo的成員身分，正式在韓國出道，並推出首張單曲專輯《bugAboo》。
2022年12月8日，團體bugAboo宣布解散，也與公司A team終止合約。

### 2023年至今：PRIMROSE
2023年5月16日，宣布加入韓國女團PRIMROSE，並將以PRIMROSE成員身分繼續在韓國發展。

## 影視作品

### 電影
| 上映年份 | 片名             | 角色 |
| -------- | ---------------- | ---- |
| 2016年   | 萌學園：尋找磐古 | 丹丹 |

## 外部連結
- 朱晴渝的Instagram帳戶
- YouTube上的朱晴渝頻道 （页面存档备份，存于）
- bugAboo官方網站 （页面存档备份，存于）